# Axevallalöpning
Axevallalöpning är ett travlopp för varmblodiga travhästar som körs på Axevalla travbana utanför Skara, varje år i juli då banan arrangerar Stochampionatet. Loppet har körts sedan 1956, då banan öppnade, och körs sedan 2001 över distansen 2 640 meter med autostart. Förstapris i loppet är 200 000 kronor.
Åren 1957–1974 kördes loppet över kort distans (1 600–1 640 meter), och som heatlopp, med eventuellt skiljeheat.
Bland segrarna och deltagarna i loppet, finns bland annat Readly Express, Milligan's School, Noras Bean och Super Light.

## Segrare
| År   | Häst              | Kusk              | Tränare          | Tid     | Odds   | Tvåa             | Trea             |
| ---- | ----------------- | ----------------- | ---------------- | ------- | ------ | ---------------- | ---------------- |
| 2024 | Oracle Tile       | Magnus A. Djuse   | Kristian Malmin  | 1.11,2a | 4.82   | Danger Bi        | Missle Hill      |
| 2023 | Kentucky River    | Per Nordström     | Per Nordström    | 1.13,3a | 4.85   | Dexter Chatho    | Emoji            |
| 2022 | Milligan's School | Mats E. Djuse     | Stefan Melander  | 1.11,5a | 6.72   | Admiral As       | Husse Boko       |
| 2021 | Milligan's School | Ulf Eriksson      | Stefan Melander  | 1.11,6a | 4.37   | Blé du Gers      | Short in Cash    |
| 2020 | Handsome Brad     | Carl Johan Jepson | Ulf Stenströmer  | 1.13,3a | 1.60   | Rajesh Face      | Floris Baldwin   |
| 2019 | Milligan's School | Ulf Eriksson      | Stefan Melander  | 1.12,2a | 2.06   | Target Kronos    | Handsome Brad    |
| 2018 | Platon Face       | Adrian Kolgjini   | Lutfi Kolgjini   | 1.12,4a | 9.57   | Call Me Keeper   | Slide So Easy    |
| 2017 | Readly Express    | Jorma Kontio      | Timo Nurmos      | 1.11,7a | 1.38   | On Track Piraten | Anna Mix         |
| 2016 | Anna Mix          | Erik Adielsson    | Sofia Aronsson   | 1.12,0a | 4.26   | Call Me Keeper   | Spring Erom      |
| 2015 | Mellby Viking     | Erik Adielsson    | Timo Nurmos      | 1.13,1a | 3.53   | Global Money     | Support Justice  |
| 2014 | Solvato           | Peter Ingves      | Veijo Heiskanen  | 1.13,4a | 1.69   | On Track Piraten | Kaffir Face      |
| 2013 | Beckman           | Åke Svanstedt     | Åke Svanstedt    | 1.12,5a | 3.41   | Stay the Night   | On Track Piraten |
| 2012 | Eliott Hall       | Lutfi Kolgjini    | Lutfi Kolgjini   | 1.13,8a | 5.33   | Clear Sign       | Spring Erom      |
| 2011 | Noras Bean        | Stefan Söderkvist | Ulf Stenströmer  | 1.13,6a | 4.85   | Magic Sisa       | G.H.Nemo         |
| 2010 | Xanthos Crown     | Jorma Kontio      | Catrin Fajersson | 1.15,0a | 106.38 | Noras Bean       | Go On Pale       |
| 2009 | Teaser Elegance   | Åke Svanstedt     | Åke Svanstedt    | 1.14,1a | 5.14   | Arras            | Excallibur       |
| 2008 | Triton Sund       | Örjan Kihlström   | Stefan Hultman   | 1.13.7a | 1.91   | Dumle Loss       | Conny Nobell     |
| 2007 | Super Light       | Jörgen Westholm   | Jörgen Westholm  | 1.13.7a | 3.64   | Torvald Palema   | Spring Ray       |
| 2006 | Gazza Degato      | Tom Horpestad     | Tom Horpestad    | 1.14,0a | 3.75   | Springfield      | Nolte            |
| 2005 | Spring Ray        | Björn Goop        | Håkan Olofsson   | 1.13,8a | 1.75   | Tunk Nafets      | General du Lupin |
| 2004 | Naglo             | Örjan Kihlström   | Stefan Hultman   | 1.14,0a | 1.33   | Tag The Devil    | Couch Doctor     |
| 2003 | Hilda Zonett      | Robert Bergh      | Robert Bergh     | 1.14,4a | 1.77   | Leonardo Bob     | Candle Lights    |
| 2002 | Wiss Goldfinger   | Claes Svensson    | Claes Svensson   | 1.14,6a | 12.68  | Express Lavec    | Energetic        |
| 2001 | Lukas Gallant     | Örjan Kihlström   | Torsten Bloom    | 1.14,8a | 1.83   | Beijing Boy      | Com Hector       |
| 2000 | Edu's Speedy      | Torbjörn Jansson  | Veijo Heiskanen  | 1.13,8a | 3.93   | Petit Aubiose    | Mr Spender       |
| 1999 | Edu's Speedy      | Veijo Heiskanen   | Veijo Heiskanen  | 1.15,5a | 7.01   | Töjeksperten     | Somolli Silvio   |